# Nedełczo Beronow
Nedełczo Krumow Beronow, bułg. Неделчо Крумов Беронов (ur. 22 lipca 1928 w Nowej Zagorze, zm. 4 lipca 2015 w Sofii) – bułgarski prawnik, polityk i nauczyciel akademicki, deputowany, sędzia i prezes Sądu Konstytucyjnego.

## Życiorys
W 1951 ukończył studia prawnicze na Uniwersytecie Sofijskim im. św. Klemensa z Ochrydy. W 1972 doktoryzował się w instytucie ekonomicznym WII „Karl Marks” w Sofii. Od połowy lat 50. do lat 90. był zawodowo związany z arbitrażem, pracował m.in. jako główny arbiter w państwowym arbitrażu w Starej Zagorze, Sliwenie i Warnie. Przez ponad 20 lat pełnił funkcję arbitra w sądzie arbitrażowym przy Bułgarskiej Izbie Przemysłowo-Handlowej. Zajął się również działalnością dydaktyczną jako wykładowca różnych uczelni.
W 1997 z ramienia Związku Sił Demokratycznych uzyskał mandat posła do Zgromadzenia Narodowego 38. kadencji. Jeszcze w tym samym roku powołany w skład Sądu Konstytucyjnego. W lutym 2003 po śmierci Christa Danowa był jego tymczasowym przewodniczącym. Później w tymże roku został przewodniczącym Sądu Konstytucyjnego, którym kierował do końca swojej kadencji w 2006.
Wystartował w wyborach prezydenckich w 2006 jako niezależny kandydat popierany przez ugrupowania centroprawicowe. W pierwszej turze zajął 3. miejsce, otrzymując 9,8% głosów.
Był żonaty z Anną, profesor na Uniwersytecie Medycznym w Warnie. Miał syna Kamena, matematyka i wykładowcę w Japonii. W 2013 odznaczony Orderem Stara Płanina I klasy.